# Wasterzhi
Wasterzhi és un dels déus més importants de la religió pagana d'Ossètia. Wasterzhi era el déu de Guerra i del Sol. Hom el descriu sovint com un cavaller de barba llarga muntant un cavall blanc.
Un dels seus principals centres culte era el Bosc d'Hetag, una zona boscosa prop de Vladikavkaz, capital d'Ossètia del Nord. La figura de Wasterzhi ha sobreviscut la posterior assumpció del cristianisme per part dels ossets, i se l'identifica sovint com Sant Jordi. La fi de l'era soviètica, ha revifat el culte neopagà a Wasterzhi, i el Bosc d'Hetag ha acollit nombroses celebracions des de 1991.